# Wayne Gretzky 99 Award
Wayne Gretzky 99 Award – nagroda przyznawana każdego sezonu dla Najbardziej Wartościowego Zawodnika (MVP) fazy play-off Ontario Hockey League (OHL). Nazwa trofeum pochodzi od imienia i nazwiska Wayne’a Gretzky’ego oraz od roku, w którym przyznano ją po raz pierwszy.
W hokeju na lodzie przyznawane są również dwie inne nagrody imienia Wayne’a Gretzky’ego: Wayne Gretzky Trophy – dla zwycięzcy konferencji zachodniej rozgrywek Ontario Hockey League (OHL) oraz Wayne Gretzky Award – dla młodzieżowego gracza.

## Nagrodzeni
| Sezon   | Zawodnik          | Pozycja   | Klub               |
| ------- | ----------------- | --------- | ------------------ |
| 1998–99 | Justin Papineau   | Napastnik | Belleville Bulls   |
| 1999–00 | Brian Finley      | Bramkarz  | Barrie Colts       |
| 2000–01 | Seamus Kotyk      | Bramkarz  | Ottawa 67’s        |
| 2001–02 | Brad Boyes        | Napastnik | Erie Otters        |
| 2002–03 | Derek Roy         | Obrońca   | Kitchener Rangers  |
| 2003–04 | Martin St. Pierre | Napastnik | Guelph Storm       |
| 2004–05 | Corey Perry       | Napastnik | London Knights     |
| 2005–06 | Daniel Ryder      | Obrońca   | Peterborough Petes |
| 2006–07 | Marc Staal        | Obrońca   | Sudbury Wolves     |
| 2007–08 | Justin Azevedo    | Napastnik | Kitchener Rangers  |
| 2008–09 | Taylor Hall       | Napastnik | Windsor Spitfires  |
| 2009–10 | Adam Henrique     | Napastnik | Windsor Spitfires  |
| 2010–11 | Robby Mignardi    | Napastnik | Owen Sound Attack  |
| 2011–12 | Austin Watson     | Napastnik | London Knights     |
| 2012–13 | Bo Horvat         | Obrońca   | London Knights     |
| 2013–14 | Robby Fabbri      | Napastnik | Guelph Storm       |
| 2014–15 | Connor McDavid    | Obrońca   | Erie Otters        |
| 2015–16 | Mitchell Marner   | Napastnik | London Knights     |
| 2016–17 | Warren Foegele    | Napastnik | Erie Otters        |